# Rúpa Gósvámí
Šríla Rúpa Gósvámí (dévanágarí रूप गोस्वामी Rūpa Gosvāmī, 1493–1564) byl jedním z nejvýznamnějších vaišnavských duchovních učitelů. On a jeho starší bratr Sanátana Gósvámí byli nejvýznamnějšími následovníky Čaitanji Maháprabhua. Spolu se svým bratrem byl také vůdcem šesti slavných Gósvámích z Vrindávanu.

## Život
Rúpa Gósvámí se narodil do bráhmanské rodiny v roce 1493. Měl staršího bratra Sanátana, a mladšího bratra Anupama (Vallabhu). Jeho život je spjatý se životem jeho bratra, Šrí Sanátany. Již od raného věku byli oba bratři velmi vzdělaní. Šrí Rúpa je známý jako bhakti-rasáčárja neboli "ten, kdo zná duchovní nálady čisté oddané služby". Je řečeno, že Šrí Rúpa je z šesti Gósvámích z Vrindávanu nejpřednější. Ve vládních službách oba bratry zaměstnal Navab Husajn Šáh. Když se ale v Rámakéli setkali s Čaitanjou Maháprabhuem, rozhodli se svá místa opustit a přidat se k němu. Poté, co se svým bratrem Sanátanou opustili svá místa ministrů u muslimského vládce se připojili ke Šrí Čaitanjovi Maháprabhuovi. Šrí Rúpa Gósvámí se setkal se Šrí Čaitanjou na místě zvaném Dašášvamédha Ghát, kde ho Šrí Čaitanja poučil o závěrech oddané služby. Hovořili spolu po deset dní a Šrí Čaitanja mu dal pokyn, aby odešel do Vrindávanu a aby společně se Sanátanem napsali hodně knih o vaišnavismu a objevili ztracená místa Krišnových zábav.

## Literární dílo
Rúpa Gósvámí byl odborníkem v psaní veršů, které měli velice důvěrný význam. Šrí Čaitanja velice chválil jeho verše a Šrí Rúpa uměl psát přesně podlé přání Šrí Čaitanji. Podle jeho pokynů napsal Šrí Rúpa dvě knihy, nazvané Lalita-mádhava a Vidagdha-mádhava což jsou divadelní hry. Ve všech svých dílech vypsal 100 000 sanskrtských veršů. Bhakti-ratnákara uvádí, že Rúpa Gósvámí napsal celkem 16 knih.
- Šrí Bhakti-rasámrita sindhu (jeho nejslavnější dílo) – jedna z nejdůležitějších knih gaudíja-vaišnavismu. Podrobně popisuje, jak se bhakti stupňuje, od nejnižšího stupně (šráddhá) až po nejvyšší úroveň mahá-bhávy (nejvyšší stupeň lásky k Bohu)
- Udžvala-nílamani – popisuje výhradně mádhúrja-rasu (milostnou lásku ke Kršnovi), která je v Bhakti-rasámrita-sindhu popsaná jen v krátkosti, Udžvala-nílamani se tedy dá považovat za jeho pokračování či dodatek.
- Laghu Bhagavatámrita – shrnutí Brihad-bhagavatámrity od Sanátany Gósvámího. Dělí se na dvě části. První část se nazývá Šrí Kršnámrita (nektar Krišny), a opisuje a rozebírá různé druhy Krišnových expanzí a inkarnací. Druhá část se jmenuje Šrí Bhaktámrita (nektar oddaných) a pojednává o důležitosti uctívání Krišnových oddaných.
- Dána-kéli-kaumudí – jednoaktová hra o Krišnově zábavě „vybírání daní“
- Vidagdha-mádhava a Lalita-mádhava – dvě divadelní hry, které pojednávají o Krišnových zábavách. Rúpa psal původně jednu divadelní hru. Je řečeno, že se mu zjevila Satjabhámá, jedna z Krišnových manželek, a řekla mu, aby nepsal Krišnovy zábavy ve Vrindávanu a zábavy ve Dvárace v jedné hře, ale aby je rozdělil do dvou. Vidagdha-mádhava popisuje zábavy ve Vrindávanu a Lalita-mádhava líčí zábavy ve Dvárace.
- Šrí Rádhá-Kršna-ganóddéša-dípiká – kniha, která rozebírá totožnost společníků Rádhy a Krišny.
- Máthurá-máhátmja – dílo pojednává o slávě Máthury
- Uddhava-sandéša – líčí příběh ze Šrímad-Bhágavatamu, kde Krišna žádá svého přítele Uddhavu, aby jel do Vrindávanu a upokojil Jeho přátele a příbuzné tím, že jim připomene Jeho zábavy.
- Hansadúta – dílo pojednává o tom, jak Lalitá, přítelkyně Rádhy, posílá Krišnovi do Dváraky posla v podobě labutě.
- Stavamálá – skládá se z několika krátkých děl.
- Padjávalí – básnická sbírka devocionálních veršů v sanskritu.
- Góvinda Virudávalí – modlitby.
- Šrí-Kršna-džanma-tithi-vidhi – vysvětluje proces uctívání Božstev během oslav Džanmáštamí, Krišnova narození.
- Nátaka-čandriká – vysvětluje pravidla gaudíja-vaišnavské dramaturgie.
- Upadéšámrita – krátká kniha, která dává pokyny pro začínající vaišnavy. Původně je částí Stavamály.

### Bhakti-rasámrita sindhu
Šrí Bhakti-rasámrita sindhu je nejznámější kniha Rúpy Gósvámího. Dává pokyny jak rozvinout oddanou službu Kršnovi.
Název v překladu znamená "nektar získaný z oceánu oddanosti". Stejně jako se oceán dělí na čtyři části (severní, jižní, západní a východní), dělí se i tato kniha na čtyři části a každá část se dělí na několik tzv. laharí (vln).
V první (východní) části Púrva-vibhága je popis rozvoje kršna-bhakti. Jsou zde popsány zásady oddané služby a jejího vykonávání, extáze oddané služby a dosažení kršna-prémy (lásky k Bohu). Tato část obsahuje čtyři laharí (vlny).
Druhá (jižní) část, která se jmenuje Dakšina-vibhága popisuje nálady vztahu pocházejícího z oddané služby. Je tam také popis stavů na velmi vysoké úrovni oddané služby. Tato část obsahuje pět laharí.
Ve třetí (západní) části zvané Paščima-vibhága je popis hlavních duchovních nálad, které pocházejí z oddanosti. Je zde také popsán služebnický vztah, dále přátelský, rodičovský a nakonec milostný vztah mezi Kršnou a Jeho oddanými. Tato část obsahuje také pět laharí (vln).
Čtvrtá (severní) a poslední část zvaná Uttara-vibhága popisuje nepřímé nálady oddanosti. V této části je devět laharí.